# اوک آیلند (تگزاس)
اوک آیلند (به انگلیسی: Oak Island) یک منطقهٔ مسکونی در ایالات متحده آمریکا است که در تگزاس واقع شده‌است. اوک آیلند ۳٫۱۱ کیلومتر مربع مساحت و ۳۶۳ نفر جمعیت دارد و ۲٫۴۴ متر بالاتر از سطح دریا واقع شده‌است.